# Ugashik
Ugashik é uma Região censo-designada localizada no estado americano de Alasca, no Distrito de Lake and Peninsula.

## Demografia
Segundo o censo americano de 2000, a sua população era de 11 habitantes.

## Geografia
De acordo com o United States Census Bureau, a localidade tem uma área de 644,1 km², dos quais 605,9 km² cobertos por terra e 38,2 km² cobertos por água.

## Localidades na vizinhança
O diagrama seguinte representa as localidades num raio de 112 km ao redor de Ugashik.